# Uswsusp
uswsusp(User spaceSoftware Suspend (ユーザー空間ソフトウェア・サスペンド)からの略称でありμswsuspと書かれる)はLinux向けユーザー空間コマンドライン・ユーティリティのセットであり主にLinuxカーネルの休止機能のラッパーとして機能し、スリープ・モード（s2ramユーティリティ、「RAMへのサスペンド」と呼ばれる）、休止状態（s2diskユーティリティ、「ディスクへのサスペンド」と呼ばれる）、そしてハイブリッド・スリープ（s2bothユーティリティ、「両方へのサスペンド」と呼ばれる）を実装する。Linuxカーネル バージョン 2.6.17 以降をサポートする。
uswsuspは、イメージのチェックサム化、データ圧縮、ディスク暗号化、en:Splashy(N/A)およびfbsplashとの統合をサポートする。

## リファレンス
1. ↑  “Details of package uswsusp in sid”. debian.org. 2015年6月24日閲覧。
2. 1 2  “Uswsusp”. archlinux.org (2015年5月30日). 2015年6月24日閲覧。
3. ↑  “Man page of uswsusp.conf”. csurs.csr.uky.edu (2006年6月24日). 2015年6月24日閲覧。
4. ↑  “Man page of suspend-keygen”. csurs.csr.uky.edu (2006年6月24日). 2015年6月24日閲覧。